# Usnea pycnoclada
Usnea pycnoclada är en lavart som beskrevs av Vain. Usnea pycnoclada ingår i släktet Usnea och familjen Parmeliaceae.   Inga underarter finns listade i Catalogue of Life.